# اسکیپ کاتینگ
اسکیپ کاتینگ (انگلیسی: Skip Cutting؛ زادهٔ ۹ ژوئن ۱۹۴۶) دوچرخه‌سوار اهل ایالات متحده آمریکا است. وی در بازی‌های المپیک تابستانی ۱۹۶۴ و ۱۹۶۸ شرکت کرده است.